# Bungenäs naturreservat
Bungenäs är ett cirka 56 hektar stort naturreservat på nordöstra delen av halvön Bungenäs på Gotland.
Området, som ligger 2,3 km sydost om Fårösund, ingår i det europeiska ekologiska nätverket Natura 2000.